# Irwin Rivera
Irwin Rivera (Ciudad Nezahualcóyotl, Estado de México; 14 de febrero de 1989) es un artista marcial mixto mexicano que compite en la división de peso gallo. Ha competido para Combate Americas, Titan FC, Ultimate Fighting Championship y Eagle Fighting Championship.

## Primeros años
Irwin Rivera nació en Ciudad Nezahualcóyotl, pero emigró con sus padres a New Windsor, Nueva York, donde creció. Tiene dos hermanas y un hermano. Rivera inicialmente entrenó para el boxeo, pero incursionó en las artes marciales mixtas después de que el gimnasio de boxeo donde acudía cerró sus puertas.

## Carrera de artes marciales mixtas

### Titan FC
Después de ser cortado de Combate Américas, Rivera hizo su debut en el Titan Fighting Championship contra Edir Terry en Titan FC 48 el 16 de febrero de 2018. Perdió la pelea debido a un nocaut técnico derivado de una lesión en la pierna.
Rivera hizo su segunda aparición en Titan FC contra Lazar Stojadinovic en Titan FC 53 el 15 de marzo de 2019. Ganó la pelea por nocaut en el primera asalto.

#### Campeón de Peso Gallo de Titan FC
Rivera luego se enfrentó a Matt Wagy por el Campeonato interino de peso gallo de Titan FC en Titan FC 55 el 28 de junio de 2019. Rivera se adjudicó el título por nocaut técnico en el cuarto asalto tras un golpe al cuerpo. El 11 de noviembre de 2019, fue elevado a campeón indiscutible de peso gallo después de que el entonces campeón Rudson Caliocane dejara vacante el título.
Para su primera defensa del título, Rivera se enfrentó a Danny Sabatello en Titan FC 58 el 20 de diciembre de 2019. Retuvo con éxito su título por nocaut técnico en el cuarto asalto. Aunque en mayo de 2020, dejó vacante su título para firmar con Ultimate Fighting Championship (UFC).

### Ultimate Fighting Championship
Rivera reemplazó a Mike Davis con dos días de anticipación, firmó con UFC y se enfrentó a Giga Chikadze en un combate de peso pluma el 16 de mayo de 2020 en UFC Fight Night 172. Perdió la pelea por decisión unánime.
Rivera hizo su segunda aparición en la organización contra Ali AlQaisi el 8 de agosto de 2020 en UFC Fight Night 174. Ganó la pelea por decisión dividida.
Rivera se enfrentó a Andre Ewell el 19 de septiembre de 2020 en UFC Fight Night 178. Perdió la pelea por decisión dividida.
Se tenía previsto que enfrentara a Ray Rodríguez el 13 de marzo de 2021 en UFC Fight Night 187, pero debido al arresto por dos cargos de intento de asesinato de sus dos hermanas, UFC rescindió su negociación de pelea. Tiempo después, fue liberado de su contrato.

### Después de UFC
Rivera se enfrentó a Firdavs Khasanov en Eagle FC 46 el 11 de marzo de 2022. Ganó la pelea en el segundo asalto después de derribar a Khasanov con una patada al cuerpo y luego rematarlo con golpes en el suelo.
Rivera se enfrentó a Joseph Penafiel en Gamebred FC 4 en una pelea de MMA a puño limpio el 5 de mayo de 2023, el cual ganó por decisión unánime.
Rivera se enfrentó a Joshua Weems el 8 de septiembre de 2023 en Gamebred FC 5, perdiendo por decisión unánime.

## Vida personal
Rivera tiene una hija (nacida en 2016) de su relación anterior.

### Problemas legales
En enero de 2021, Rivera fue arrestado por dos cargos de intento de asesinato en el condado de Palm Beach, después de que supuestamente apuñaló a sus dos hermanas. Fue ingresado en la cárcel del condado y detenido sin derecho a fianza. El 8 de enero, se reveló que Rivera estaba recluido en un centro de salud mental en lugar de en la cárcel. Sus hermanas también rompieron su silencio, afirmando que aman a Irwin y que todo lo que desean para su hermano es que reciba la ayuda que necesita para su estado mental.
A Irwin se le concedió la libertad condicional el 19 de octubre de 2021, después de que el juez del caso aprobara la declaración de Rivera de no culpable por razón de locura. Se le diagnosticó trastorno bipolar I y se determinó que estaba teniendo un episodio psicótico en el momento de los apuñalamientos.

## Campeonatos y logros
- Titan Fighting Championships
  - Campeón de Peso Gallo de Titan FC (una vez)

## Récord en artes marciales mixtas
| Récord profesional | Récord profesional | Récord profesional |
| 19 peleas          | 12 victorias       | 7 derrota          |
| ------------------ | ------------------ | ------------------ |
| Nocaut             | 5                  | 2                  |
| Sumisión           | 1                  | 0                  |
| Decisión           | 6                  | 5                  |

| Resultado | Récord | Oponente           | Método                             | Evento                                 | Fecha                    | Ronda | Tiempo | Localización               | Notas |
| --------- | ------ | ------------------ | ---------------------------------- | -------------------------------------- | ------------------------ | ----- | ------ | -------------------------- | ----- |
| Derrota   | 12–7   | Joshua Weems       | Decisión (unánime)                 | Gamebred Fighting Championship 5       | 8 de septiembre de 2023  | 3     | 5:00   | Jacksonville, Florida      |       |
| Victoria  | 12–6   | Joseph Penafiel    | Decisión (unánime)                 | Gamebred Fighting Championship 4       | 5 de mayo de 2023        | 3     | 5:00   | Fort Lauderdale, Florida   |       |
| Victoria  | 11–6   | Firdavs Khasanov   | TKO (patadas al cuerpo y golpes)   | Eagle FC 46                            | 11 de marzo de 2022      | 2     | 4:48   | Miami, Florida             |       |
| Derrota   | 10–6   | Andre Ewell        | Decisión (dividida)                | UFC Fight Night: Covington vs. Woodley | 19 de septiembre de 2020 | 3     | 5:00   | Las Vegas, Nevada          |       |
| Victoria  | 10–5   | Ali AlQaisi        | Decisión (dividida)                | UFC Fight Night: Lewis vs. Oleinik     | 8 de agosto de 2020      | 3     | 5:00   | Las Vegas, Nevada          |       |
| Derrota   | 9–5    | Giga Chikadze      | Decisión (unánime)                 | UFC on ESPN: Overeem vs. Harris        | 16 de mayo de 2020       | 3     | 5:00   | Jacksonville, Florida      |       |
| Victoria  | 9–4    | Danny Sabatello    | TKO (golpes al cuerpo)             | Titan FC 58                            | 20 de diciembre de 2019  | 4     | 4:26   | Fort Lauderdale, Florida   |       |
| Victoria  | 8–4    | Matt Wagy          | TKO (golpes al cuerpo)             | Titan FC 55                            | 28 de junio de 2019      | 4     | 4:18   | Fort Lauderdale, Florida   |       |
| Victoria  | 7–4    | Lazar Stojadinovic | TKO (golpes y patadas a la cabeza) | Titan FC 53                            | 15 de marzo de 2019      | 1     | 1:40   | Fort Lauderdale, Florida   |       |
| Derrota   | 6–4    | Edir Terry         | TKO (lesión en la pierna)          | Titan FC 48                            | 16 de febrero de 2018    | 1     | 1:05   | Coral Gables, Florida      |       |
| Victoria  | 6–3    | Chino Duran        | Decisión (unánime)                 | Combate Americas: Combate Clasico      | 27 de julio de 2017      | 3     | 5:00   | Miami, Florida             |       |
| Derrota   | 5–3    | Kevin Natividad    | Decisión (mayoría)                 | Combate 13                             | 20 de abril de 2017      | 3     | 5:00   | Tucson, Arizona            |       |
| Derrota   | 5–2    | Jose Ceja          | KO (golpe)                         | Combate Americas: Empire Rising        | 14 de octubre de 2016    | 1     | 4:22   | Verona, Nueva York         |       |
| Victoria  | 5–1    | Jose Ceja          | Sumisión (rear-naked choke)        | Legacy FC 52                           | 25 de marzo de 2016      | 3     | 4:45   | Lake Charles, Luisiana     |       |
| Derrota   | 4–1    | Steven Peterson    | Decisión (unánime)                 | Legacy FC 46                           | 2 de octubre de 2015     | 3     | 5:00   | Allen, Texas               |       |
| Victoria  | 4–0    | Adi Alić           | Decisión (unánime)                 | Fight Time 25                          | 29 de mayo de 2015       | 3     | 5:00   | Miami, Florida             |       |
| Victoria  | 3–0    | Chris Navarro      | KO (golpe)                         | Fight Time 23                          | 6 de febrero de 2015     | 1     | 4:58   | Miami, Florida             |       |
| Victoria  | 2–0    | John Rivera        | TKO (golpes)                       | Fight Time 22                          | 5 de diciembre de 2014   | 1     | 0:34   | Sunny Isles Beach, Florida |       |
| Victoria  | 1–0    | Andre Cuff         | Decisión (unánime)                 | Fight Time 21                          | 7 de noviembre de 2014   | 3     | 5:00   | Fort Lauderdale, Florida   |       |